# Houlbec-près-le-Gros-Theil
Houlbec-près-le-Gros-Theil är en kommun i departementet Eure i regionen Normandie i norra Frankrike. Kommunen ligger i kantonen Amfreville-la-Campagne som tillhör arrondissementet Bernay. År 2018 hade Houlbec-près-le-Gros-Theil 88 invånare.

## Befolkningsutveckling
Antalet invånare i kommunen Houlbec-près-le-Gros-Theil
Referens:INSEE